# Франк Серпико
Франк Серпико е бивш американски полицай в полицейското управление на Ню Йорк.
Става известен през 1971 г. като първия полицай, свидетелствал срещу корупция в полицията.

## В медиите
Книгата „Серпико“, биография от Питър Маас, е продадена в над 3 милиона екземпляра. Екранизирана е през 1973 г. от режисьора Сидни Лъмет с участието на актьора Ал Пачино.

## Филмография
- (A&E) биография: Франк Серпико (2000) (TV) .... Себе си
- Американско правосъдие: Ченгета в процеси (2000) (ТВ) .... Себе си